# Xã Hunter, Quận Edgar, Illinois
Xã Hunter (tiếng Anh: Hunter Township) là một xã thuộc quận Edgar, tiểu bang Illinois, Hoa Kỳ. Năm 2010, dân số của xã này là 250 người.